# Au revoir les enfants
Au revoir les enfants is een Franse film van Louis Malle uit 1987. De film ging in première op 29 augustus 1987 op het Filmfestival van Venetië.

## Verhaal
Frankrijk, Tweede Wereldoorlog: de jonge Julien Quentin, keert na de kerstvakantie terug naar het katholieke internaat waar hij school loopt.
Daar sluit hij vriendschap met de nieuwe leerling, Jean Bonnet.
Julien is zeer geïntrigeerd door Jean. Wanneer hij op een nacht wakker wordt, ziet hij dat Jean een kippah draagt en in het Hebreeuws bidt.
Julien begrijpt dat zijn nieuwe vriend joods is. Père Jean, het schoolhoofd, heeft Jean en enkele andere joodse jongens aangenomen op zijn school in de hoop hen te redden van de nazi's. 
Op een morgen in januari 1944 valt de Gestapo de school echter binnen. Ze zijn geïnformeerd door het vroegere keukenhulpje Joseph.
Julien verraadt per ongeluk zijn vriend door in diens richting te kijken, wanneer de Gestapo hun klaslokaal binnenkomt.
Père Jean en de joodse jongetjes worden meegenomen terwijl de andere leerlingen verzameld staan op de binnenplaats. Wanneer de arrestanten voorbijkomen, roepen de jongens: Au revoir, mon père, waarop Père Jean antwoordt Au revoir, les enfants, à bientôt.
Père Jean, Jean Bonnet en de andere jongens komen echter allemaal om in de concentratiekampen.

## Rolverdeling
| Acteur                     | Personage                 |
| -------------------------- | ------------------------- |
| Gaspard Manesse            | Julien Quentin            |
| Raphaël Fejtö              | Jean "Bonnet" Kippelstein |
| Francine Racette           | Mme Quentin               |
| Stanislas Carré de Malberg | François Quentin          |
| Philippe Morier-Genoud     | Father Jean/Père Jean     |
| François Berléand          | Father Michel/Père Michel |
| François Négret            | Joseph                    |
| Peter Fitz                 | Muller                    |
| Pascal Rivet               | Boulanger                 |
| Benoît Henriet             | Ciron                     |
| Richard Leboeuf            | Sagard                    |
| Xavier Legrand             | Babinot                   |
| Arnaud Henriet             | Negus                     |
| Jean-Sébastien Chauvin     | Laviron                   |
| Luc Etienne                | Moreau                    |

## Achtergrond
De film is gebaseerd op gebeurtenissen uit de jeugd van regisseur Louis Malle, die op zijn 11e op de kostschool van de Karmelieten vlak bij Fontainebleau zat. Op een dag was hij getuige van hoe de Gestapo een inval deed en drie joodse studenten en een joodse leraar meenamen. Ze werden naar Auschwitz gestuurd en daar vergast. De hoofdmeester, Lucien Bunel - Père Jacques de Jesus, werd ook gearresteerd omdat hij de joden had verborgen in de school. Hij belandde eveneens in een concentratiekamp, en stierf kort nadat dit kamp door de Amerikanen was veroverd. 

## Prijzen en nominaties
| jaar | prijs                    | categorie                                    | genomineerde(n)                                     | uitslag     |
| ---- | ------------------------ | -------------------------------------------- | --------------------------------------------------- | ----------- |
| 1987 | Filmfestival van Venetië | Gouden Leeuw                                 | Louis Malle                                         | gewonnen    |
| 1987 | Filmfestival van Venetië | OCIC Award                                   | Louis Malle                                         | gewonnen    |
| 1987 | Prix Louis Delluc        | -                                            | Louis Malle                                         | gewonnen    |
| 1987 | LAFCA Award              | beste buitenlandse film                      | -                                                   | gewonnen    |
| 1988 | Academy Award            | Beste buitenlandstalige film                 | -                                                   | genomineerd |
| 1988 | Academy Award            | Beste scenario                               | Louis Malle                                         | genomineerd |
| 1988 | César                    | Beste cinematografie                         | Renato Berta                                        | gewonnen    |
| 1988 | César                    | Beste regisseur                              | Louis Malle                                         | gewonnen    |
| 1988 | César                    | Beste montage                                | Emmanuelle Castro                                   | gewonnen    |
| 1988 | César                    | Beste film                                   | Louis Malle                                         | gewonnen    |
| 1988 | César                    | Beste productieontwerp                       | Willy Holt                                          | gewonnen    |
| 1988 | César                    | Beste geluid                                 | Jean-Claude Laureux, Claude Villand, Bernard Leroux | gewonnen    |
| 1988 | César                    | Beste scenario                               | Louis Malle                                         | gewonnen    |
| 1988 | César                    | Beste kostuumontwerp                         | Corinne Jorry                                       | genomineerd |
| 1988 | César                    | Meest veelbelovende acteur                   | François Négret                                     | genomineerd |
| 1988 | David di Donatello Award | Beste regisseur – buitenlandse film          | Louis Malle                                         | gewonnen    |
| 1988 | David di Donatello Award | Beste buitenlandse film                      | Louis Malle                                         | gewonnen    |
| 1988 | David di Donatello Award | Beste scenario – buitenlandse film           | Louis Malle                                         | gewonnen    |
| 1988 | European Film Award      | Beste scenarioschrijver                      | Louis Malle                                         | gewonnen    |
| 1988 | European Film Award      | Beste regisseur                              | Louis Malle                                         | genomineerd |
| 1988 | European Film Award      | Beste film                                   | Louis Malle                                         | genomineerd |
| 1988 | Critics Award            | beste film                                   | Louis Malle                                         | gewonnen    |
| 1988 | Golden Globe             | Beste buitenlandstalige film                 | -                                                   | genomineerd |
| 1988 | Independent Spirit Award | Beste buitenlandse film                      | Louis Malle                                         | genomineerd |
| 1988 | Silver Ribbon            | Beste regisseur – buitenlandse film          | Louis Malle                                         | gewonnen    |
| 1989 | BAFTA Film Award         | beste regisseur                              | Louis Malle                                         | gewonnen    |
| 1989 | BAFTA Film Award         | Beste film                                   | Louis Malle                                         | genomineerd |
| 1989 | BAFTA Film Award         | Beste film in een andere taal dan het Engels | Louis Malle                                         | genomineerd |
| 1989 | BAFTA Film Award         | Beste scenario - origineel                   | Louis Malle                                         | genomineerd |
| 1989 | Bodil Award              | Beste Europese film                          | Louis Malle                                         | gewonnen    |
| 1989 | CFCA Award               | Beste buitenlandstalige film                 | -                                                   | gewonnen    |
| 1989 | Guild Film Award- Silver | Buitenlandse film                            | Louis Malle                                         | gewonnen    |
| 1990 | ALFS Award               | Buitenlandstalige film van het jaar          | -                                                   | gewonnen    |